# Betoninstandsetzer
Betoninstandsetzer ist kein handwerklicher Ausbildungs-/Lehrberuf. Die Tätigkeiten bei der Instandsetzung von bestehenden Gebäuden, Bauwerken und Bauteilen aus Beton, um diese für die Zukunft zu erhalten, werden von spezialisierten Fachkräften mit dem Befähigungsnachweis SIVV-Schein ausgeführt. Inhaltliche Grundlage und Voraussetzung für die Tätigkeit in der Betoninstandsetzung bieten die Ausbildungsberufe Beton-/Stahlbetonbauer, Maurer bzw. Maler.

## Aufgabenbereiche / Arbeitsorte
Bausubstanzerhaltende Maßnahmen an Betonbauwerken werden nach einer umfassenden Schadensanalyse vorgenommen. Die dann für notwendig erklärten Maßnahmen sollen nach der Instandsetzungs-Richtlinie und europaweiten Normen (EN 1504) fachgerecht ausgeführt werden. Es werden verschiedene Instandsetzungsprinzipien unterschieden, die nach Themenfeldern gegliedert werden: 1. Schutz der Bewehrung vor Korrosion durch Beschichtung; 2. Wiederherstellung der Betonoberfläche durch Verschluss von Rissen und Reprofilierung von Fehlstellen; 3. Schutz der Betonoberfläche vor dem Eindringen korrosionsauslösender Substanzen durch Erhöhung der Betonüberdeckung der Bewehrung bzw. den Auftrag von Oberflächenschutzsystemen. Betoninstandsetzungsarbeiten fallen an verschiedensten Gebäude- und Bauwerksteilen an. Das betrifft beispielsweise Wohnungsbauten, Balkone, Industriebauten, Schulen, Kühltürme, Kraftwerke, Parkhäuser und Tiefgaragen, Brückenbauwerke, Wasserbauwerke (Schleusen, Wehre, Hafenanlagen), Trinkwasserbehälter, Klärwerksbauten bis hin zu Kirchen und Glockentürmen.

## Karrierestufen
In der Betoninstandsetzung können sich Mitarbeiter fortlaufend weiterqualifizieren. Nach der Berufsausbildung zum Facharbeiter ist es möglich die Meisterprüfung abzulegen. Betoninstandsetzer mit entsprechender Praxiserfahrung können innerhalb des Betriebes zum Kolonnenführer (Vorarbeiter) oder Polier ernannt werden. Dies geht oft einher mit einem externen SIVV-Lehrgang (siehe Absatz 4). Ebenfalls ist es möglich an eine handwerkliche Ausbildung ein Studium bspw. im Bauingenieurwesen anzuschließen. Gegebenenfalls ist das auch als Duales Studium mit der Tätigkeit im Instandsetzungsbetrieb möglich.

## SIVV-Lehrgang
SIVV steht für Schützen, Instandsetzen, Verbinden und Verstärken von Betonbauteilen. Der Lehrgang wird an zertifizierten Schulungszentren in ganz Deutschland angeboten und dient der Qualitätssicherung von Betoninstandsetzungsmaßnahmen. Je ein verantwortlicher Arbeiter pro Baustelle (meist der Kolonnenführer oder Polier) muss einen SIVV-Schein nachweisen können.